# フィーバー空手OH!
「フィーバー空手OH！」（フィーバーからてオー）は、1998年11月にSANKYOが発売した、数々のキャラクター達が個性的なリーチアクションを繰り広げるパチンコ機のシリーズ名。
『フィーバー空手OH！DX』と『フィーバー空手OH！EX』と『CRフィーバー空手OH！SR』と『CRフィーバー空手OH！GP』の4機種がある。

## 概要
液晶型のデジパチ。画面中央に構える「根性君」がこの機種の主役である。現金機とCR機それぞれのスペック違いで合計4つのバージョンが発売された。現金機2機種は、全12種ある図柄のうち奇数図柄か下駄図柄のいずれかが揃って大当たりの場合に時短突入となる。CR機2機種は、現金機で時短に突入する図柄がそのまま確変図柄になるので、確変突入率は1/2となる。セリフで大当たりが決まる予告拳や、根性君がバター犬になるリーチなど、独特の演出が特徴である。
大当たり図柄が12種類ある機種として、同社から2002年に発売された『フィーバーセイント』（2002年7月）がある。確変突入率が1/2である機種として、同社から2002年に発売された『フィーバーエジプシャン』（2002年6月）がある。
リーチ演出には主人公の根性君だけでなく、根性君のガールフレンドの「かわらちゃん」と、飲めば飲むほど期待度が上昇する中国拳法を操る根性君の師匠である「酔拳じじい」が登場する。根性君はリーチ演出によっては「バター君」に変身したり、画面が劇画タッチに変わり「ド根性君」に変身するパターンがある。ド根性君に変身した後は発展先によっては、さらに変身することがある。
デジパチ初のブラックボックス対応機として、業界の注目を集める中1998年を締めくくる形でホールに登場したのが本機である。このブラックボックス対応とは、機械的な仕組みの改善を指しており、画面表示や音声処理の役割を担うサブCPUとメイン基板の間でやり取りされる信号を、メイン基板からだけの出力にするということである。

## スペック
- フィーバー空手OH！DX
  - 賞球数 5&13
  - 大当たり最高継続 16R
  - 大当たり確率 1/200.5
  - 時短回数
    - 3・7図柄 200回
    - 1・5・9・下駄図柄 100回
- フィーバー空手OH！EX
  - 賞球数 6&15
  - 大当たり最高継続 16R
  - 大当たり確率 1/225.5
  - 時短回数
    - 3・7図柄 250回
    - 1・5・9・下駄図柄 100回

- CRフィーバー空手OH！SR
  - 賞球数 6&15
  - 大当たり最高継続 16R
  - 大当たり確率 1/359
  - 確変中大当たり確率 1/59.8
  - 確変突入率 1/2
  - 確変期間 次回まで継続 5回リミッター
- CRフィーバー空手OH！GP
  - 賞球数 6&15
  - 大当たり最高継続 16R
  - 大当たり確率 1/359
  - 確変中大当たり確率 1/59.8
  - 確変突入率 1/2
  - 確変期間 次回まで継続 5回リミッター

## 図柄
- 一
- 二
- 三
- 四
- 五
- 六
- 七
- 八
- 九
- 十
- 下駄
- おにぎり

## 演出
電チュー開放となる小当たりの基本仕様は、通常時と確変時で異なる。小当たり確率は通常時が3/11で、確変時は10/11である。小デジタルの回転時間は通常時が約29.2秒であるのに対して、確変中は約5.1秒まで短縮される。小当たり当選時の電チュー開放時間は、通常時が0.2秒×1回開放のところ、確変時は1.4秒×2回開放に延長される。
リーチアクションは様々なパターンがあり、予告アクションと複合することにより大当たり信頼度が変化する。

- ノーマル拳
  - 全てのリーチの中で、一番出現頻度が高い。根性君が正拳突きを繰り出すたびに中出目が1コマずつ進む。

- お色拳
  - 根性君がオーラに包まれた後、横から根性君を押しのけてガールフレンドのかわらちゃんが登場する。スベリを伴うと信頼度がアップする。

- 酔拳
  - 根性君がオーラに包まれた後、横から根性君を押しのけて師匠である酔拳じじいが登場する。飲めば飲むほどセリフが変化し、3段階目まで到達すると大当たりへの期待が高まる。

- バター拳
  - 根性君がバター君に変身して中出目の図柄を舐め回して進む演出で出現率は比較的高い。

- 超バター拳
  - バター拳演出と同じだが、かなり低い頻度で右出目スベリからのみ、バター拳演出ではなく超バター拳演出に発展する。大当たり期待度は高い。

- 覇王拳
  - 瞳キラキラ予告から発展する奥義のひとつで、3桁のデジタルがまず左から、次に右側も中央に集まり、最終奥義まで発展すると大当たりとなる。ハズレのときは右側が重なる瞬間に一気に砕け散って根性君が吹っ飛ぶ演出となる。

- 爆裂拳
  - 根性君の奥義のひとつで、中出目が上にあがってから正拳を連打する演出。出現率は低いが、大当たり期待度は高い。

- 予告拳
  - 根性君がキレてド根性君に変わり、画面も劇画タッチに変化する。セリフで「お前はすでに当たっている…」と予告された場合は、全ての出目が揃って回転する全回転アクションに移行し、100%大当たりへと結びつく。セリフで「お前はすでに確変している…」と予告された場合には、最終段階で「カモシカ」だとハズレ、「カモ」で大当たりとなる。

—『パチンコ必勝ガイド』1999年 1/17 2/7合併号、pp.12-13
リーチ予告アクションは通常停止以外に、根性君の瞳が炎で燃える「瞳炎予告」と、瞳がキラキラ輝く「瞳キラキラ予告」、根性君が右出目図柄を蹴り損うと発生する「右出目スベリ」がある。リーチ予告アクションには、瞳炎予告と右出目スベリが複合するパターンもある。瞳炎予告のリーチ発展期待度は高い。瞳キラキラ予告でリーチの場合は必ずスーパーリーチの「覇王拳」リーチに発展するが、予告だけで終わることが多い。右出目スベリから発展した場合のリーチアクションは「お色拳」か「超バター拳」のいずれかである。通常停止以外の予告アクションの出現率は全体的に高いが、ガセもかなり多く、リーチに結びつくのはわずかである。
本機には、大当たり図柄の再抽選機能が搭載されている。
デジタルの絵柄が一つにまとまって回転する覇王拳、実質的に全回転リーチといっていい予告拳以外のすべてのリーチで可能性があるのが大当り絵柄の再抽選だ。ただし発生率はデータ上で約30%と意外に低いが、通常絵柄からの確変昇格率は意外に高いのが嬉しい。—『パチンコ必勝ガイド』1999年 1/17 2/7合併号、p.13

## コンシューマ移植
- FEVER～SANKYO公式パチンコシミュレーション（プレイステーション用）
  - 『FEVER～SANKYO公式パチンコシミュレーション』（プレイステーション用、インターナショナルカードシステム、1999年11月11日発売、SLPS-02371、JAN-4997940201016）に『CRフィーバー空手OH！SR』が収録。